# Ar-Ràixid (abbàssida)
Abu-Jàfar Mansur ar-Ràixid bi-L·lah (àrab: أبو جعفر منصور الراشد بالله, Abū Jaʿfar Manṣūr ar-Rāxid bi-Llāh), més conegut per la primera part del seu làqab com a ar-Ràixid (1109-1138), califa abbàssida de Bagdad (1135-1136). Era fill del califa al-Mústarxid.
El sultà Massud ibn Muhàmmad havia eliminat els seus rivals i mirava de restablir el seu control sobre el califat abbàssida que amb al-Mústarxid s'havia erigit en poder autònom. La batalla decisiva es va lliurar a Daimarg el 24 de juny de 1135 i el sultà va capturar el califa al-Mústarxid, i el va obligar a acompanyar-lo en una gira per l'Azerbaidjan. El califa va ser assassinat mentre eren a Maragha, suposadament per un membre de la secta dels assassins, l'agost de 1135. Llavors a Bagdad fou proclamat califa el seu fill ar-Ràixid, que va demanar ajut al turc Zengi contra el sultà, i es va aliar també a l'expretendent seljúcida Daud I ibn Mahmud. Però Massud ibn Muhàmmad es va dirigir a Bagdad i la va assetjar. Ar-Ràixid i Zengi van fugir a Mossul (finalment Zengi va tornar a la fidelitat a Massud uns mesos després). Ar-Ràixid fou deposat i substituït pel seu oncle al-Muqtafí (1136).
Ar-Ràixid va fugir a Esfahan, on fou assassinat per un grup de la secta dels assassins el 1138.